# Bahnstrecke Lausanne–Biel/Bienne
| ICN bei der Durchfahrt in Twann |                      |                                           |                                           |
| Streckennummer (BAV): | 210                  |                                           |                                           |
| Fahrplanfeld: | 210                  |                                           |                                           |
| Streckenlänge: | 104,5 km             |                                           |                                           |
| Spurweite: | 1435 mm (Normalspur) |                                           |                                           |
| Stromsystem: | 15 kV 16,7 Hz ~      |                                           |                                           |
| |                      |                                           |                                           |
| \| \| \| SBB von St-Maurice R 3 R 4 –Brig \| \| \| \| \| SBB von Palézieux R 5 R 6 –Bern \| \| \| \| \| Linie M2 der Métro Lausanne \| \| \| \| 0,00 \| Lausanne \| 447,1 m ü. M. \| \| \| 1,13 \| Lausanne bifurcation \| 442,2 m ü. M. \| \| \| 3,97 \| Lausanne-Tridel Kehrichtverbrennung \| 594,5 m ü. M. \| \| \| \| Linie M1 der Métro Lausanne \| \| \| \| \| Tunnel Olivier Français (3796 m) \| \| \| \| -0,05 1,52 \| Lausanne-Sébeillon Güterbahnhof \| 449,8 m ü. M. \| \| \| 2,35 \| Prilly-Malley seit 2011 \| 430,4 m ü. M. \| \| \| \| Brücke Galicien (147 m) \| \| \| \| \| \| \| \| \| 3,79[1] 3,76[2] \| Renens-Est bifurcation \| 416,3 m ü. M. \| \| \| 4,51 \| Renens \| 415,9 m ü. M. \| \| \| \| Linie M1 der Métro Lausanne \| \| \| \| 6,11 \| Archy \| 404,4 m ü. M. \| \| \| \| Brücke Larges-Pièces (106 m) \| \| \| \| \| nach/von Lausanne-Triage (Rangierbahnhof) \| \| \| \| \| \| \| \| \| \| Fehlerprofil -0,01 \| \| \| \| 8,15[3] 8,03[4] \| Denges-Echandens \| 398,3 m ü. M. \| \| \| \| SBB nach Allaman R 5 R 6 –Genf \| \| \| \| 7,7 12,9 \| Lausanne-Triage D \| 397,0 m ü. M. \| \| \| 13,2 \| Les Lécheires \| 398,8 m ü. M. \| \| \| \| Brücke Poudrière III (213 m) \| \| \| \| \| Brücke Poimbœuf (63 / 70 m) \| \| \| \| 13,8 \| Lausanne-Triage Nord \| 400,0 m ü. M. \| \| \| 14,9 6,93 \| Bussigny \| 407,0 m ü. M. \| \| \| 9,4 \| Vufflens-la-Ville \| 399,6 m ü. M. \| \| \| 9,9 \| Anschlussgleis \| Anschlussgleis \| \| \| 10.97 \| Vufflens-la-Ville \| 406,8 m ü. M. \| \| \| 14.49 \| Cossonay-Penthalaz \| 428,0 m ü. M. \| \| \| \| MBC nach Cossonay (Standseilbahn) \| \| \| \| \| Daillens-Poste Paketverteilzentrum \| \| \| \| \| \| \| \| \| 19.12 \| Daillens \| 445,1 m ü. M. \| \| \| \| SBB nach Vallorbe R 3 R 4 \| \| \| \| 20,2 \| Industriegleise \| Industriegleise \| \| \| 21.38 \| Eclépens \| 455,8 m ü. M. \| \| \| \| Tunnel Sud-de-Mormont (302 m) \| \| \| \| \| Tunnel Nord-de-Mormont (182 m) \| \| \| \| 24.88 \| Bavois \| 441,6 m ü. M. \| \| \| 27.46 \| Chavornay \| 447,1 m ü. M. \| \| \| \| Travys nach Orbe \| \| \| \| 29,67 \| Essert-Pittet \| 438,2 m ü. M. \| \| \| 32,70 \| Ependes \| 440,0 m ü. M. \| \| \| \| SBB von Payerne \| \| \| \| 39,13 \| Yverdon-les-Bains R 13 \| 434,4 m ü. M. \| \| \| \| Thièlebrücke Yverdon (79 m) \| \| \| \| \| Travys nach Ste-Croix \| \| \| \| 42,71 \| Grandson Endpunkt R 1 und R 2 \| 435,6 m ü. M. \| \| \| 47,48 \| Onnens-Bonvillars ehemaliger Bahnhof \| 435,5 m ü. M. \| \| \| \| Ausbaustrecke (seit 1999–2001) \| \| \| \| \| Tunnel Concise (365 m) \| \| \| \| 50,75 \| Concise \| 429,5 m ü. M. \| \| \| \| Tunnel Fin-de-Lance (286 m) \| \| \| \| 52,45 \| La Lance \| 437,5 m ü. M. \| \| \| \| Tunnel La Raisse (1245 m) \| \| \| \| \| Kantonsgrenze VD-NE \| \| \| \| 54,85 \| Vaumarcus \| 446,6 m ü. M. \| \| \| \| Tunnel St-Aubin-Sauges (2252 m) \| \| \| \| \| \| \| \| \| 57.89 58.10 \| Gorgier-St-Aubin Fehlerprofil \| 451,1 m ü. M. \| \| \| \| Endpunkt R 14 \| \| \| \| 62,28 \| Bevaix \| 489,2 m ü. M. \| \| \| \| Boudry-Viadukt über die Areuse (204 m) \| \| \| \| 66,25 \| Boudry \| 491,4 m ü. M. \| \| \| 67,67 \| Colombier NE \| 489,6 m ü. M. \| \| \| \| SBB von Pontarlier \| \| \| \| 70,34 \| Auvernier \| 492,2 m ü. M. \| \| \| 72,39 \| Neuchâtel-Serrières \| 475,7 m ü. M. \| \| \| \| Tunnel Route-de-France (58 m) \| \| \| \| 73,6 \| SBB von Le Locle \| SBB von Le Locle \| \| \| 73,96 \| Neuchâtel-Vauseyon \| 475,1 m ü. M. \| \| \| 75,29 \| Neuchâtel Endpunkt R 13 R 14 R16 \| 479,2 m ü. M. \| \| \| \| BLS nach Bern \| \| \| \| 79.37 \| St-Blaise CFF \| 463,8 m ü. M. \| \| \| \| Tunnel St-Blaise (155 m) \| \| \| \| 83,60 \| Cornaux \| 435,0 m ü. M. \| \| \| 85,55 \| Cressier NE \| 435,7 m ü. M. \| \| \| 87,72 \| Le Landeron \| 437,4 m ü. M. \| \| \| \| \| \| \| \| \| Frienisberg (1859–1860) \| \| \| \| \| Kantonsgrenze NE-BE \| \| \| \| 90,05 \| La Neuveville \| 433,3 m ü. M. \| \| \| 93,73 \| Chavannes \| 433,7 m ü. M. \| \| \| \| Ligerztunnel (2130 m, im Bau) \| \| \| \| 94,0 \| Ligerz (bis 2024) \| 433,6 m ü. M. \| \| \| \| Ligerz-Tessenberg-Bahn (Standseilbahn) \| \| \| \| 95,98 \| Twann \| 433,8 m ü. M. \| \| \| 99,95 \| Tüscherz \| 434,6 m ü. M. \| \| \| \| \| \| \| \| \| Tunnel Vingelz (2432 m, seit 1969) \| \| \| \| \| \| \| \| \| \| von Sonceboz \| \| \| \| 104,50 \| Biel/Bienne Endpunkt R16 \| 437,1 m ü. M. \| \| \| \| ASm nach Ins \| \| \| \| \| SBB nach Bern und nach Solothurn \| \| |                      |                                           |                                           |
| Strecke |                      | SBB von St-Maurice R 3 R 4 –Brig          | SBB von St-Maurice R 3 R 4 –Brig          |
| Abzweig geradeaus und von rechts |                      | SBB von Palézieux R 5 R 6 –Bern           | SBB von Palézieux R 5 R 6 –Bern           |
| U-Bahn-Bahnhof (im Tunnel) · Strecke · U-Bahn-Strecke (im Tunnel) |                      | Linie M2 der Métro Lausanne               | Linie M2 der Métro Lausanne               |
| U-Bahn-Abzweig geradeaus und nach links (im Tunnel) · U-Bahn-Bahnhof quer (im Tunnel) · Turmbahnhof mit U-Bahn mit Tunnelstrecke · U-Bahn-Strecke nach rechts (im Tunnel) | 0,00                 | Lausanne                                  | 447,1 m ü. M.                             |
| U-Bahn-Strecke (außer Betrieb) (im Tunnel) · Dienststation / Betriebs- oder Güterbahnhof | 1,13                 | Lausanne bifurcation                      | 442,2 m ü. M.                             |
| Betriebs-/Güterbahnhof Streckenanfang · Strecke von links · Abzweig geradeaus und nach rechts | 3,97                 | Lausanne-Tridel Kehrichtverbrennung       | 594,5 m ü. M.                             |
| Strecke geradeaus (im Tunnel) · Kreuzung mit U-Bahn geradeaus unten · Kreuzung mit U-Bahn geradeaus unten |                      | Linie M1 der Métro Lausanne               | Linie M1 der Métro Lausanne               |
| Strecke nach links (im Tunnel) · Strecke quer (im Tunnel) · Abzweig geradeaus und von rechts · Strecke |                      | Tunnel Olivier Français (3796 m)          | Tunnel Olivier Français (3796 m)          |
| Dienststation / Betriebs- oder Güterbahnhof · Strecke | -0,05 1,52           | Lausanne-Sébeillon Güterbahnhof           | 449,8 m ü. M.                             |
| Strecke · Haltepunkt / Haltestelle | 2,35                 | Prilly-Malley seit 2011                   | 430,4 m ü. M.                             |
| Brücke · Strecke |                      | Brücke Galicien (147 m)                   | Brücke Galicien (147 m)                   |
| Abzweig geradeaus und von links · Strecke nach rechts |                      |                                           |                                           |
| Dienststation / Betriebs- oder Güterbahnhof | 3,79 3,76            | Renens-Est bifurcation                    | 416,3 m ü. M.                             |
| Bahnhof · U-Bahn-Kopfbahnhof Streckenanfang | 4,51                 | Renens                                    | 415,9 m ü. M.                             |
| Strecke von links · Abzweig geradeaus und nach rechts · U-Bahn-Strecke nach links |                      | Linie M1 der Métro Lausanne               | Linie M1 der Métro Lausanne               |
| Strecke · Dienststation / Betriebs- oder Güterbahnhof | 6,11                 | Archy                                     | 404,4 m ü. M.                             |
| Strecke · Brücke |                      | Brücke Larges-Pièces (106 m)              | Brücke Larges-Pièces (106 m)              |
| Strecke · Abzweig geradeaus und nach links · Abzweig quer und von links · Strecke quer |                      | nach/von Lausanne-Triage (Rangierbahnhof) | nach/von Lausanne-Triage (Rangierbahnhof) |
| Strecke · Strecke nach links · Kreuzung geradeaus oben · Strecke von rechts |                      |                                           |                                           |
| Kilometer-Wechsel · Abzweig geradeaus und von links · Abzweig geradeaus und von rechts |                      | Fehlerprofil -0,01                        | Fehlerprofil -0,01                        |
| Strecke · Strecke · Dienststation / Betriebs- oder Güterbahnhof | 8,15 8,03            | Denges-Echandens                          | 398,3 m ü. M.                             |
| Strecke · Strecke · Strecke nach links |                      | SBB nach Allaman R 5 R 6 –Genf            | SBB nach Allaman R 5 R 6 –Genf            |
| Strecke · Dienststation / Betriebs- oder Güterbahnhof | 7,7 12,9             | Lausanne-Triage D                         | 397,0 m ü. M.                             |
| Strecke · Dienststation / Betriebs- oder Güterbahnhof | 13,2                 | Les Lécheires                             | 398,8 m ü. M.                             |
| Strecke · Brücke |                      | Brücke Poudrière III (213 m)              | Brücke Poudrière III (213 m)              |
| Strecke · Brücke |                      | Brücke Poimbœuf (63 / 70 m)               | Brücke Poimbœuf (63 / 70 m)               |
| Abzweig geradeaus und von links · Dienststation / Betriebs- oder Güterbahnhof quer · Strecke nach rechts | 13,8                 | Lausanne-Triage Nord                      | 400,0 m ü. M.                             |
| Bahnhof | 14,9 6,93            | Bussigny                                  | 407,0 m ü. M.                             |
| Dienststation / Betriebs- oder Güterbahnhof | 9,4                  | Vufflens-la-Ville                         | 399,6 m ü. M.                             |
| Abzweig geradeaus und nach links | 9,9                  | Anschlussgleis                            | Anschlussgleis                            |
| Haltepunkt / Haltestelle | 10.97                | Vufflens-la-Ville                         | 406,8 m ü. M.                             |
| Bahnhof | 14.49                | Cossonay-Penthalaz                        | 428,0 m ü. M.                             |
| Abzweig geradeaus und nach links · Strecke von rechts |                      | MBC nach Cossonay (Standseilbahn)         | MBC nach Cossonay (Standseilbahn)         |
| Strecke · Dienststation / Betriebs- oder Güterbahnhof |                      | Daillens-Poste Paketverteilzentrum        | Daillens-Poste Paketverteilzentrum        |
| Strecke nach links · Abzweig geradeaus und von rechts |                      |                                           |                                           |
| Dienststation / Betriebs- oder Güterbahnhof | 19.12                | Daillens                                  | 445,1 m ü. M.                             |
| Abzweig geradeaus und nach links |                      | SBB nach Vallorbe R 3 R 4                 | SBB nach Vallorbe R 3 R 4                 |
| Abzweig geradeaus und nach links | 20,2                 | Industriegleise                           | Industriegleise                           |
| Haltepunkt / Haltestelle | 21.38                | Eclépens                                  | 455,8 m ü. M.                             |
| Tunnel |                      | Tunnel Sud-de-Mormont (302 m)             | Tunnel Sud-de-Mormont (302 m)             |
| Tunnel |                      | Tunnel Nord-de-Mormont (182 m)            | Tunnel Nord-de-Mormont (182 m)            |
| Haltepunkt / Haltestelle | 24.88                | Bavois                                    | 441,6 m ü. M.                             |
| Bahnhof | 27.46                | Chavornay                                 | 447,1 m ü. M.                             |
| Abzweig geradeaus und nach links |                      | Travys nach Orbe                          | Travys nach Orbe                          |
| Haltepunkt / Haltestelle | 29,67                | Essert-Pittet                             | 438,2 m ü. M.                             |
| Haltepunkt / Haltestelle | 32,70                | Ependes                                   | 440,0 m ü. M.                             |
| Abzweig geradeaus und von rechts |                      | SBB von Payerne                           | SBB von Payerne                           |
| Bahnhof · Kopfbahnhof Streckenanfang | 39,13                | Yverdon-les-Bains R 13                    | 434,4 m ü. M.                             |
| Brücke über Wasserlauf · Brücke über Wasserlauf |                      | Thièlebrücke Yverdon (79 m)               | Thièlebrücke Yverdon (79 m)               |
| Strecke · Strecke nach links |                      | Travys nach Ste-Croix                     | Travys nach Ste-Croix                     |
| Haltepunkt / Haltestelle | 42,71                | Grandson Endpunkt R 1 und R 2             | 435,6 m ü. M.                             |
| Dienststation / Betriebs- oder Güterbahnhof Streckenende | 47,48                | Onnens-Bonvillars ehemaliger Bahnhof      | 435,5 m ü. M.                             |
| Abzweig ehemals geradeaus und nach links · Strecke von rechts |                      | Ausbaustrecke (seit 1999–2001)            | Ausbaustrecke (seit 1999–2001)            |
| Strecke (außer Betrieb) · Tunnel |                      | Tunnel Concise (365 m)                    | Tunnel Concise (365 m)                    |
| Bahnhof (Strecke außer Betrieb) · Haltepunkt / Haltestelle | 50,75                | Concise                                   | 429,5 m ü. M.                             |
| Strecke (außer Betrieb) · Tunnel |                      | Tunnel Fin-de-Lance (286 m)               | Tunnel Fin-de-Lance (286 m)               |
| Strecke (außer Betrieb) · Dienststation / Betriebs- oder Güterbahnhof | 52,45                | La Lance                                  | 437,5 m ü. M.                             |
| Strecke (außer Betrieb) · Tunnel |                      | Tunnel La Raisse (1245 m)                 | Tunnel La Raisse (1245 m)                 |
| Grenze (Strecke außer Betrieb) · Grenze |                      | Kantonsgrenze VD-NE                       | Kantonsgrenze VD-NE                       |
| Bahnhof (Strecke außer Betrieb) · Haltepunkt / Haltestelle | 54,85                | Vaumarcus                                 | 446,6 m ü. M.                             |
| Strecke (außer Betrieb) · Tunnel |                      | Tunnel St-Aubin-Sauges (2252 m)           | Tunnel St-Aubin-Sauges (2252 m)           |
| Abzweig ehemals geradeaus und von links · Strecke nach rechts |                      |                                           |                                           |
| Haltepunkt / Haltestelle | 57.89 58.10          | Gorgier-St-Aubin Fehlerprofil             | 451,1 m ü. M.                             |
| Strecke |                      | Endpunkt R 14                             | Endpunkt R 14                             |
| Haltepunkt / Haltestelle | 62,28                | Bevaix                                    | 489,2 m ü. M.                             |
| Brücke über Wasserlauf |                      | Boudry-Viadukt über die Areuse (204 m)    | Boudry-Viadukt über die Areuse (204 m)    |
| Haltepunkt / Haltestelle | 66,25                | Boudry                                    | 491,4 m ü. M.                             |
| Bahnhof | 67,67                | Colombier NE                              | 489,6 m ü. M.                             |
| Abzweig geradeaus und von links |                      | SBB von Pontarlier                        | SBB von Pontarlier                        |
| Bahnhof | 70,34                | Auvernier                                 | 492,2 m ü. M.                             |
| Haltepunkt / Haltestelle | 72,39                | Neuchâtel-Serrières                       | 475,7 m ü. M.                             |
| Tunnel |                      | Tunnel Route-de-France (58 m)             | Tunnel Route-de-France (58 m)             |
| Abzweig geradeaus und von links | 73,6                 | SBB von Le Locle                          | SBB von Le Locle                          |
| Dienststation / Betriebs- oder Güterbahnhof | 73,96                | Neuchâtel-Vauseyon                        | 475,1 m ü. M.                             |
| Bahnhof | 75,29                | Neuchâtel Endpunkt R 13 R 14 R16          | 479,2 m ü. M.                             |
| Abzweig geradeaus und nach rechts |                      | BLS nach Bern                             | BLS nach Bern                             |
| Haltepunkt / Haltestelle | 79.37                | St-Blaise CFF                             | 463,8 m ü. M.                             |
| Tunnel |                      | Tunnel St-Blaise (155 m)                  | Tunnel St-Blaise (155 m)                  |
| Bahnhof | 83,60                | Cornaux                                   | 435,0 m ü. M.                             |
| Haltepunkt / Haltestelle | 85,55                | Cressier NE                               | 435,7 m ü. M.                             |
| Bahnhof | 87,72                | Le Landeron                               | 437,4 m ü. M.                             |
| Strecke von links (außer Betrieb) · Abzweig geradeaus und ehemals nach rechts |                      |                                           |                                           |
| Kopfbahnhof Streckenende (Strecke außer Betrieb) · Strecke |                      | Frienisberg (1859–1860)                   | Frienisberg (1859–1860)                   |
| Grenze |                      | Kantonsgrenze NE-BE                       | Kantonsgrenze NE-BE                       |
| Haltepunkt / Haltestelle | 90,05                | La Neuveville                             | 433,3 m ü. M.                             |
| Dienststation / Betriebs- oder Güterbahnhof | 93,73                | Chavannes                                 | 433,7 m ü. M.                             |
| Abzweig geradeaus und ehemals nach links · Strecke Tunnelanfang und quer (außer Betrieb) · Strecke von rechts (außer Betrieb) (im Tunnel) |                      | Ligerztunnel (2130 m, im Bau)             | Ligerztunnel (2130 m, im Bau)             |
| ehemaliger Haltepunkt / Haltestelle · Strecke (außer Betrieb) (im Tunnel) | 94,0                 | Ligerz (bis 2024)                         | 433,6 m ü. M.                             |
| Abzweig geradeaus und ehemals von links · Strecke Tunnelanfang und quer (außer Betrieb) · Strecke nach rechts (außer Betrieb) (im Tunnel) |                      | Ligerz-Tessenberg-Bahn (Standseilbahn)    | Ligerz-Tessenberg-Bahn (Standseilbahn)    |
| Bahnhof | 95,98                | Twann                                     | 433,8 m ü. M.                             |
| Bahnhof | 99,95                | Tüscherz                                  | 434,6 m ü. M.                             |
| Abzweig ehemals geradeaus und nach links · Strecke von rechts |                      |                                           |                                           |
| Strecke (außer Betrieb) · Tunnel |                      | Tunnel Vingelz (2432 m, seit 1969)        | Tunnel Vingelz (2432 m, seit 1969)        |
| Abzweig ehemals geradeaus und von links · Strecke nach rechts |                      |                                           |                                           |
| Abzweig geradeaus und von links |                      | von Sonceboz                              | von Sonceboz                              |
| Kopfbahnhof Streckenanfang · Bahnhof | 104,50               | Biel/Bienne Endpunkt R16                  | 437,1 m ü. M.                             |
| Strecke nach rechts · Strecke |                      | ASm nach Ins                              | ASm nach Ins                              |
| Abzweig geradeaus und nach rechts |                      | SBB nach Bern und nach Solothurn          | SBB nach Bern und nach Solothurn          |

Die Bahnstrecke Lausanne–Biel/Bienne ist eine Eisenbahnstrecke in der Schweiz, die von Lausanne entlang des Jurasüdfusses über Yverdon-les-Bains–Neuenburg nach Biel/Bienne führt.
Die Strecke befindet sich seit 1903 im Besitz der Schweizerischen Bundesbahnen (SBB) und ist ein Teil der Jurasüdfusslinie, eine wichtige Ost-West-Verbindung in der Schweiz. Wegen der kurvenreichen Strecke am Neuenburgersee wird die Jurasüdfusslinie mit Neigezügen befahren.

## Geschichte

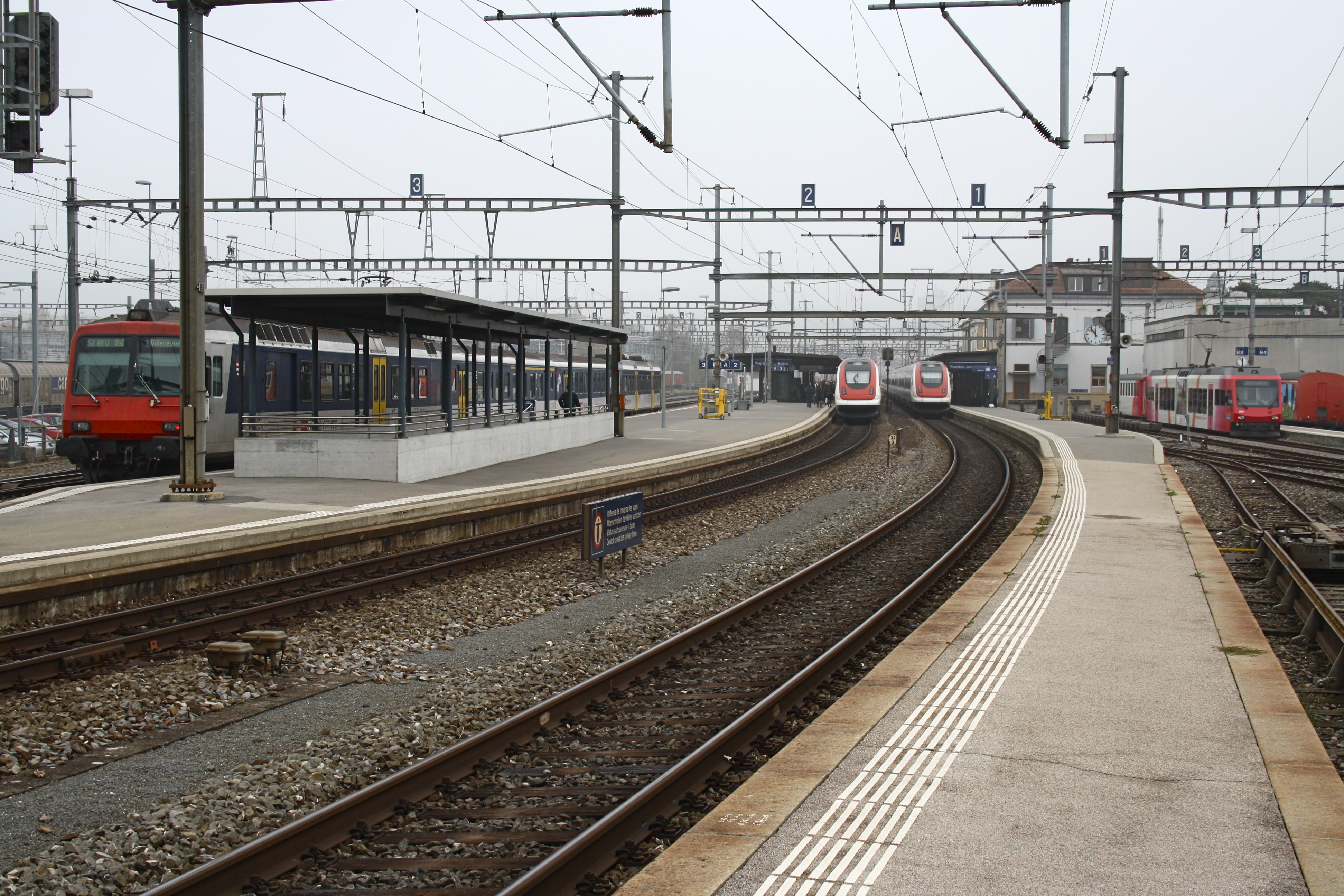
Bahnhof Yverdon-les-Bains, rechts ein Zug des schmalspurigen Chemin de fer Yverdon–Ste-Croix (YSteC), Aufnahme 2009

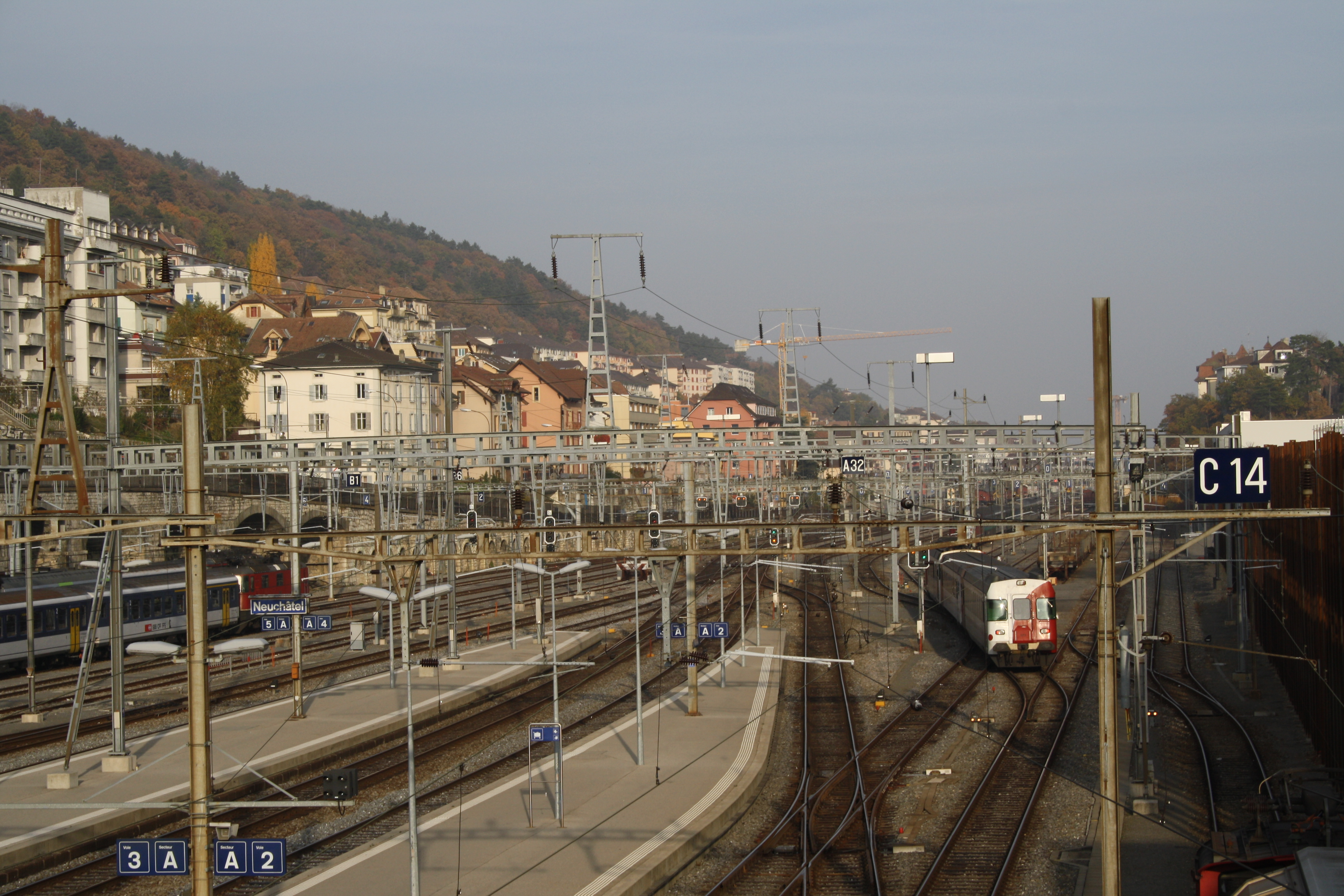
Bahnhof Neuchâtel, Aufnahme 2009

Die Bahnstrecke Lausanne–Biel/Bienne wurde in mehreren Etappen verwirklicht. Der älteste Teilabschnitt ist die von der Compagnie de l’Ouest Suisse (OS) am 7. Mai 1855 eröffnete Strecke Yverdon–Bussigny. Am 1. Juli 1855 folgte die Verlängerung von Bussigny nach Renens und am 5. Mai 1856 von Renens nach Lausanne. Am gleichen Tag wurde die Verbindungsschlaufe Bussigny–Morges in Betrieb genommen, die 1879 aufgehoben und am 23. Mai 1971 reaktiviert wurde. Am 7. November 1859 folgte das Teilstück Yverdon–Vaumarcus und am gleichen Tag eröffnete die Franco-Suisse (FS) die Fortsetzung von Vaumarcus nach Frienisberg, einem provisorischen Bahnhof und Hafen bei Le Landeron am Bielersee. Dank der am 1. August 1858 von der Schweizerischen Centralbahn (SCB) eröffneten kurzen Strecke vom Bahnhof Biel/Bienne nach Nidau entstand über den Seeweg eine Verbindung nach Frienisberg.
Als am 3. Dezember 1860 die Schweizerische Ostwestbahn (OWB) die Lücke entlang des Nordufers des Bielersees von Le Landeron nach Biel schloss, legte die SCB die kurze Strecke von Biel nach Nidau am 10. Dezember 1860 still. Durch den Lückenschluss im Dezember 1860 war es erstmals möglich, die Schweiz von Osten (St. Margrethen) nach Westen (Genf) ganz per Bahn zu durchqueren; wegen der verschiedenen Bahngesellschaften musste man einige Male umsteigen.
Am 14. Juli 1927 wurde der Rangierbahnhof Lausanne-Sébeillon mit Renens und am 1. Juli 1951 mit Lausanne verbunden. Beide Streckenabschnitte werden seit Betriebseröffnung elektrisch betrieben. 1969 ersetzten die SBB am Bielersee der Einspurabschnitt Tüscherz–Biel durch den Vingelztunnel. 1999 bis 2001 wurde das Nadelöhr zwischen Concise und Gorgier-St-Aubin am Neuenburgersee mit einer Ausbaustrecke saniert.

### Mehrspurigkeit

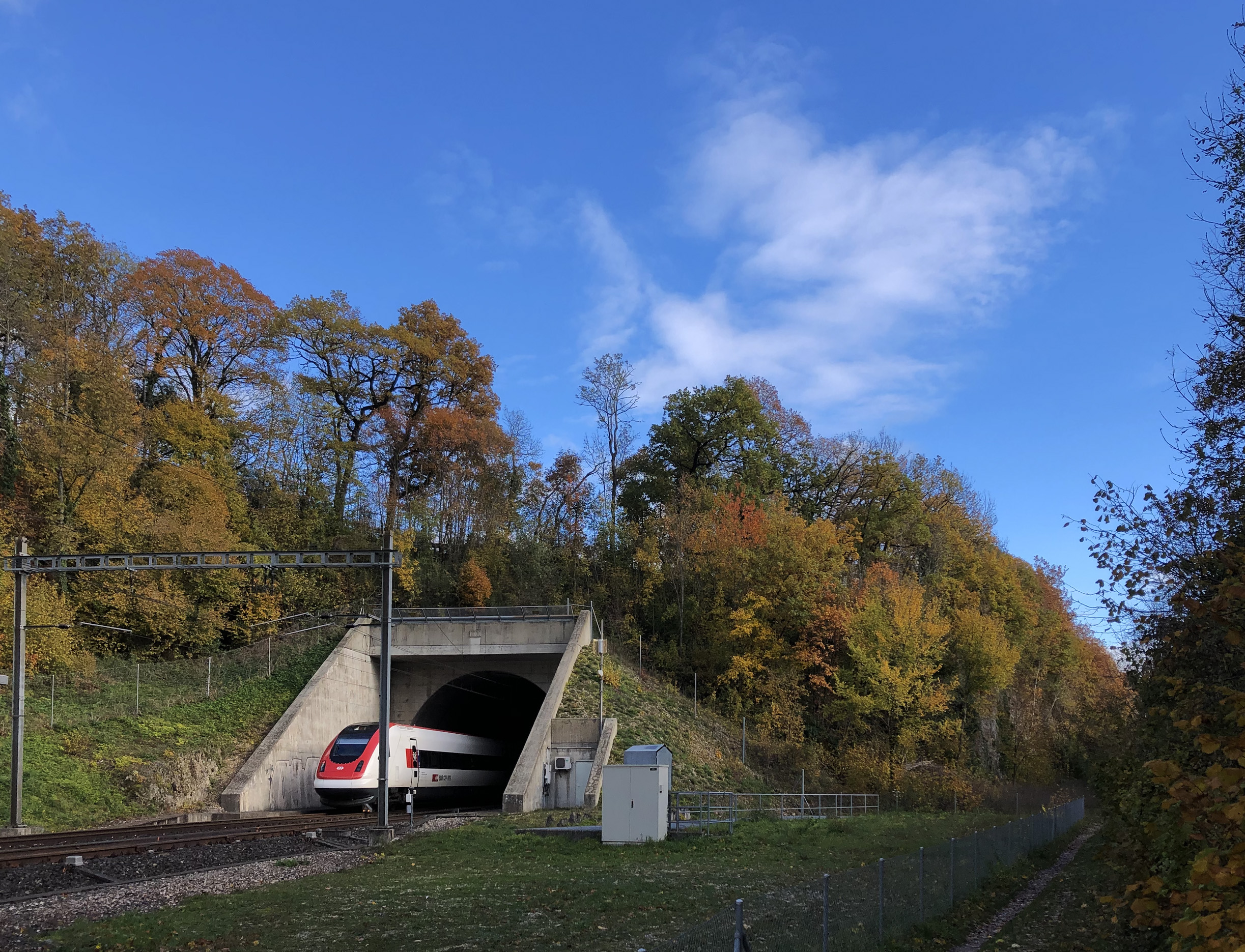
Mit dem Tunnel La Raisse wurde der Abschnitt Concise–Vaumarcus im Jahr 2000 zweispurig.

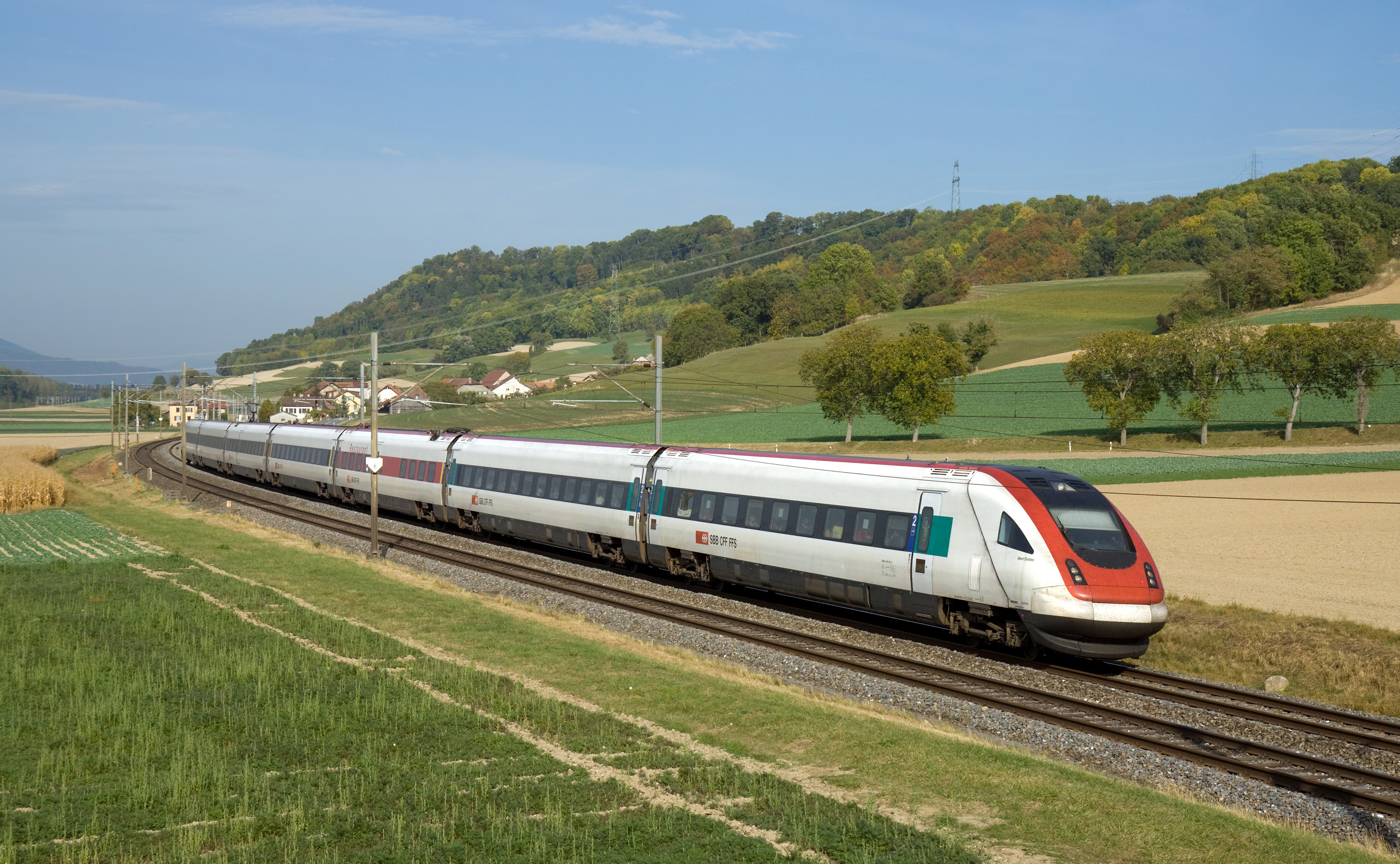
ICN-Neigezug bei Essert-Pittet

Die ganze Strecke ist mehrspurig ausgebaut, ausser bei Ligerz, was bei Regionalverkehr zu Einschränkungen führt. Der Ausbau auf zwei Spuren zwischen Ligerz und Twann mit dem Ligerztunnel ist im Ausbauschritt 2025 des FABI-Projektes enthalten, dessen Finanzierung 2014 beschlossen wurde.
Der Ausbau auf Doppelspur war entlang des Neuenburger- und Bielersees aufwendig und erfolgt seit 1872.
| Datum            | Abschnitt                                        | km           |
| ---------------- | ------------------------------------------------ | ------------ |
| 1872             | Lausanne – Renens                                | 0,0 – 3,8    |
| 21. August 1895  | Bussigny – Cossonay-Penthalaz                    | 6,9 – 14,5   |
| 1. Juni 1896     | Cossonay-Penthalaz – Daillens                    | 14,5 – 19,1  |
| 1897             | Renens – Bussigny                                | 3,8 – 6,9    |
| 1. Juni 1898     | Auvernier – Neuchâtel                            | 70,3 – 75,3  |
| 16. Juli 1914    | St-Blaise CFF – Cornaux                          | 79.4 – 83,6  |
| 12. Oktober 1914 | Cornaux – Cressier NE                            | 83,6 – 85,5  |
| 30. April 1915   | Cressier NE – Le Landeron                        | 85,5 – 87,7  |
| 13. Oktober 1917 | Le Landeron – La Neuveville                      | 87,7 – 90,0  |
| 26. Mai 1919     | Daillens – Eclépens                              | 19,1 – 21,4  |
| 31. Mai 1921     | Eclépens – Chavornay                             | 21,4 – 27.4  |
| 1. November 1921 | Chavornay – Ependes                              | 27.4 – 32,7  |
| 14. Mai 1933     | Ependes – Yverdon-les-Bains                      | 32,7 – 39,1  |
| 15. Mai 1934     | Neuchâtel – St-Blaise CFF                        | 75,3 – 79.4  |
| 26. Januar 1951  | Colombier NE – Auvernier                         | 67,6 – 70,3  |
| 24. August 1951  | Boudry – Colombier NE                            | 66,3 – 67,6  |
| 5. Oktober 1952  | Bevaix – Boudry                                  | 62,3 – 66,3  |
| 5. Juli 1954     | Gorgier-St-Aubin – Bevaix                        | 58.1 – 62,3  |
| 2. Juni 1957     | La Neuveville – Chavannes                        | 90,0 – 93,7  |
| 7. Dezember 1958 | Grandson – Onnens-Bonvillars                     | 42,7 – 47,5  |
| 17. März 1964    | Lausanne – Renens (Dreispur)                     | 0,0 – 4,5    |
| 1. Juni 1969     | Tüscherz – Biel/Bienne                           | 100 – 104,5  |
| 23. Mai 1971     | Bussigny – Denges-Echandes (Verbindungsschlaufe) | 6,9 – 8,0    |
| 8. August 1975   | Twann – Tüscherz                                 | 96,0 – 100,0 |
| 29. Mai 1983     | Yverdon-les-Bains – Grandson                     | 39,1 – 42,7  |
| 6. November 1998 | Onnens-Bonvillars – Concise                      | 47,5 – 50,7  |
| 31. Mai 1999     | Vaumarcus – Gorgier-St-Aubin                     | 54,8 – 57.9  |
| 20. August 2000  | La Lance – Vaumarcus                             | 52.5 – 54,8  |
| 20. April 2001   | Concise – La Lance                               | 50,7 – 52.5  |
| 4. Dezember 2022 | Lausanne – Renens (Vierspur)                     | 0,0 – 4,5    |

### Elektrifizierung

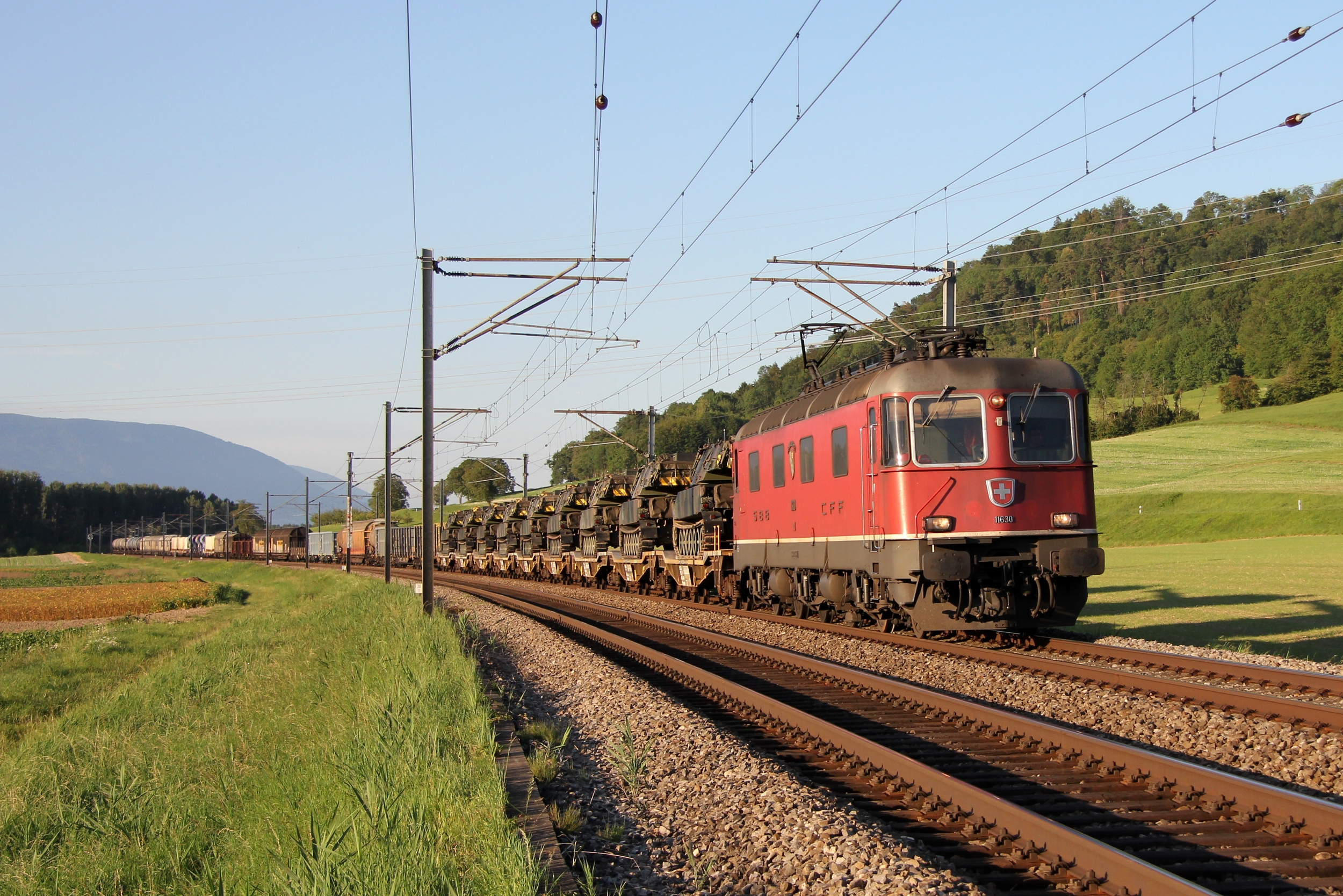
Der Güterverkehr spielt auf der Strecke Lausanne–Biel/Bienne wegen der geringeren Neigung als auf der Mittellandlinie eine wichtige Rolle. Güterzug mit Re 6/6 bei Essert-Pittet

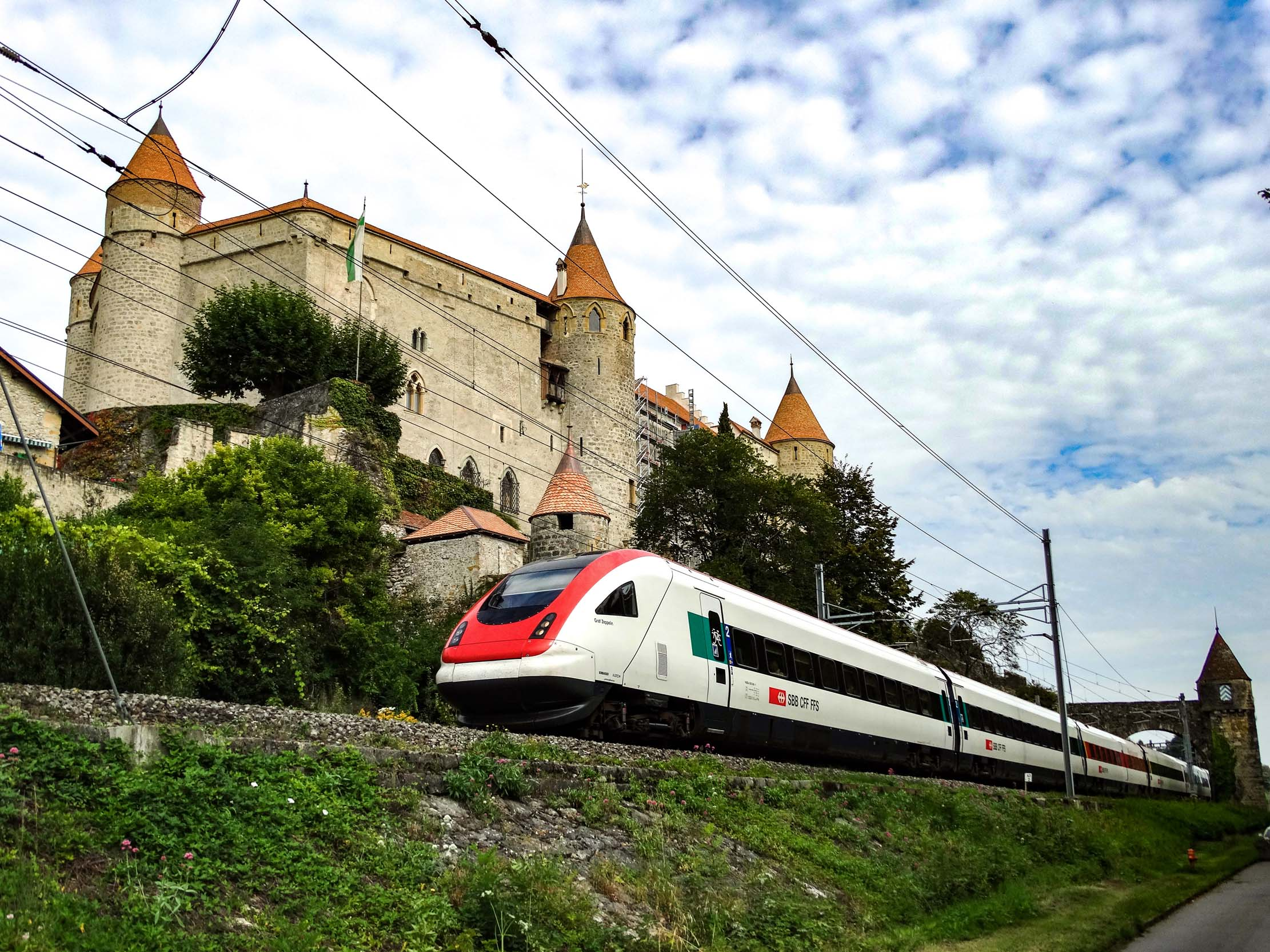
ICN bei der Vorbeifahrt am Schloss Grandson

1925 bis 1927 wurde die durchgehende Strecke in zwei Etappen elektrifiziert:
| Datum             | Abschnitt                                        | km           |
| ----------------- | ------------------------------------------------ | ------------ |
| 1. Februar 1925   | Lausanne – Yverdon-les-Bains                     | 0,0 – 39,1   |
| 14. Juli 1927     | Lausanne-Sébeillon – Renens-Est bifurcation      | 1,5 – 3,7    |
| 23. Dezember 1927 | Yverdon-les-Bains – Biel/Bienne                  | 39,1 – 104,5 |
| 1. Juli 1951      | Lausanne – Lausanne-Sébeillon                    | 0,0 – 1,5    |
| 23. Mai 1971      | Bussigny – Denges-Echandes (Verbindungsschlaufe) | 6,9 – 8,0    |

### Fahrplanfelder
Seit der Einführung des Taktfahrplans tragen die Eisenbahnlinien der Schweiz dreistellige Nummern, die von der Redaktion des Schweizerischen Kursbuchs bestimmt werden. Alle Züge des Abschnitts Lausanne – Cossonay sind im Fahrplanfeld 202 und die gesamte Bahnstrecke im Feld 210 aufgeführt.

## Unfälle
Am 22. März 1871 stiess infolge falscher Weichenstellung im Bahnhof Colombier der Franco-Suisse ein Militärextrazug mit Militärangehörigen, die zu der internierten Bourbaki-Armee gehörten, mit einem abgestellten Güterzug zusammen, der aus 22 Kohlewagen und einem Gepäckwagen bestand. Ein Zugführer sowie 22 Internierte starben, 72 Menschen wurden verletzt. Dies war der bis dahin schwerste Eisenbahnunfall in der Schweiz.
Am 2. Oktober 1942 stiess ein Güterzug zwischen Tüscherz und Biel mit einem Personenzug zusammen. Elf Menschen starben, zehn wurden verletzt. Ein übermüdeter Lokomotivführer hatte das Haltsignal überfahren. Nach dem Unfall wurden schweizweit die Ausfahrsignale mit Integra-Signum ausgerüstet.
Am 8. Dezember 1978 starb bei Vaumarcus ein Lokomotivführer, der mit einem Güterzug auf einen vor einem Signal stehenden anderen Güterzug auffuhr. Es entstand grosser Sachschaden. Aus zwei Wagen flossen rund 100 000 Liter flüssiges Bitumen aus und gelangten teilweise in den Neuenburgersee.
Am 25. April 2015 entgleisten auf der Höhe des ehemaligen Bahnhofs Daillens die letzten sechs Wagen eines Güterzugs Basel RB–Lausanne-Triage. Mehrere Kesselwagen kippten nach etwa 500 Metern den Bahndamm hinunter. Aus einem der Wagen liefen gut 20 Tonnen konzentrierte Schwefelsäure aus und versickerten im Erdreich. Die Angestellten im nahe gelegenen Paketzentrum der Post wurden evakuiert. Gleise, Fahrleitungen und das Stellwerk in Daillens wurden stark beschädigt. Vor der Unfallstelle wurden eine Blattfeder und ein Radsatzlager gefunden, die offenbar vom drittletzten Wagen des Zuges stammten.